# 1349-es busz
Az 1349-es jelzésű autóbusz egy regionális járat amely Salgótarján és Eger között közlekedik. A járatok több útvonalon közlekednek. Az alap útvonal során Mátraszele, Mátraterenye, Pétervására, Bükkszék és Egerbakta településeken halad át. Bizonyos járatok Eger felé (hétköznap 1, hétvégén 2) betérnek Mátranovákra. Két járat nem tér be Bükkszék, Gyógyfürdő megállóhoz, illetve két járat az alap útvonal helyett Bátonyterenye és Nemti irányába közlekedik. Utóbbi járatok nem haladnak keresztül Terpes, Szajla és Bükkszék településeken sem.

## Járatok útvonala és menetideje
| Az 1349-es busz útvonala és menetideje | Az 1349-es busz útvonala és menetideje                                                                                            | Az 1349-es busz útvonala és menetideje                                           | Az 1349-es busz útvonala és menetideje                     | Az 1349-es busz útvonala és menetideje |
| Járatszám                              | Útvonal | Menetidő                                                                         | Közlekedik:                                                | Megjegyzés |
| -------------------------------------- | --- | -------------------------------------------------------------------------------- | ---------------------------------------------------------- | --- |
| 1349/1, 2, 3, 5, 9, 10, 11, 13,        | Salgótarján – Mátraszele – Mátraterenye – Pétervására – Terpes – Szajla – Bükkszék – Egerbakta – Eger                             | 1 óra 50 perc (110 perc) A bükkszéki/pétervásárai 5 perces tartózkodással együtt | Lásd: Menetrend                                            | – |
| 1349/4, 8, 14                          | Salgótarján – Mátraszele – Mátraterenye – Mátranovák – Mátraterenye – Pétervására – Terpes – Szajla – Bükkszék – Egerbakta – Eger | 2 óra (120 perc)                                                                 | Lásd: Menetrend                                            | Mátranováki betéréssel |
| 1349/6                                 | Salgótarján – Mátraszele – Mátraterenye – Pétervására – Terpes – Szajla – Bükkszék – Egerbakta – Eger                             | 1 óra 45 perc (105 perc)                                                         | Munkaszüneti napokon                                       | Bükkszék, Gyógyfürdő megálló kihagyásával |
| 1349/7                                 | Eger – Egerbakta – Bükkszék – Szajla – Terpes – Pétervására – Mátraterenye – Mátraterenye – Mátraszele – Salgótarján              | 1 óra 30 perc (90 perc)                                                          | Hetek első iskolai előadását megelőző munkaszüneti napokon | Csak Eger, Dobó laktanya, Egerbakta, autóbusz-váróterem, Bükkszék, községháza, Ószajlai elágazás, Terpes, italbolt, Pétervására, autóbusz-váróterem, Ivád, bejárati út, Mátraterenye (Nádújfalu), posta, Homokterenye, vasúti megállóhely, Mátraterenye, Kossuth út 76., Mátraszele, községháza és Salgótarján, Füleki út megállókban áll meg |
| 1349/12, 15                            | Salgótarján – Vizslás-Újlak – Bátonyterenye – Nemti – Mátraterenye – Pétervására – Egerbakta – Eger                               | 1 óra 35 perc (95 perc)                                                          | Munkanapokon                                               | – |

## Járművek
A vonalon a Volánbusz autóbuszai közlekednek. A regionális közlekedésben részt vevő járművek szinte mindegyike megfordul a vonalon. A leggyakrabban Ikarus E95 és Mercedes-Benz Intouro típusú autóbuszok fordulnak meg a vonalon. A 12-es és 15-ös számú járaton az egri üzem egyik Credo Inovell típusú busza, a 3-as számú járaton pedig szintén az egyik Volvo 9700 típusú busza közlekedik. Ritkább alkalmakkor más típusok is feltűnhetek a járatokon.

## Megállóhelyei
| 0                                                                    | Salgótarján, autóbusz-állomás           | 1, 2A, 2T, 3C, 5, 6, 7, 7A, 7B, 7C, 8, 9, 11, 11A, 11B, 11Y, 13, 14, 19, 27A, 36, 46, 58, 63, 63S 1010, 1012, 1020, 1021, 1301, 1305, 1347, 1351, 1352, 1354, 1384, 1447, 1448 3015, 3022, 3024, 3030, 3034, 3044, 3045, 3051, 3052, 3055, 3056, 3058, 3060, 3061, 3062, 3064, 3065, 3066, 3067, 3070, 3072, 3075, 3080, 3081, 3082, 3084, 3090, 3092, 3093, 3094 személyvonat | Salgótarján Salgótarján autóbusz-állomás |
| 1                                                                    | Salgótarján, Salgó út                   | 1, 11, 13, 14, 61 1347, 1352 3015, 3022, 3024, 3030, 3034 | |
| 2                                                                    | Salgótarján, Kohász Művelődési Központ  | 1, 11, 13, 14, 61 1347, 1352 3015, 3022, 3024, 3030, 3034 | |
| 3                                                                    | Salgótarján, Pintértelep                | 1, 11, 13, 14, 61 1347, 1352 3015, 3022, 3024, 3030, 3034 | |
| 4                                                                    | Salgótarján, Ötvözetgyár                | 1347, 1352 3024, 3030, 3034 | |
| 5                                                                    | Salgótarján, Vasipari Kutatóintézet     | 1347, 1352 3024, 3030, 3034 | |
| 6                                                                    | Kazár, Inászó bányai elágazás           | 1347, 1352 3024, 3030, 3034 | |
| 7                                                                    | Bárnai elágazás                         | 1347, 1352 3024, 3026, 3030, 3034 | |
| 8                                                                    | Mátraszele, Gábor völgy                 | 1347, 1352 3026, 3030, 3034 | |
| 9                                                                    | Mátraszele, községháza                  | 1347, 1352 3026, 3030, 3034, 3045, 3108 | |
| 10                                                                   | Mátraszele, újtelep                     | 1347, 1352 3026, 3030, 3034, 3045, 3108 | |
| 11                                                                   | Mátraterenye, kisteleki elágazás        | 1347, 1352 3030, 3034, 3108 | |
| 12                                                                   | Mátraterenye (Jánosakna), megállóhely   | 1347, 1352 3030, 3034, 3056, 3108, 3156 | |
| 13                                                                   | Mátraterenye (Homokterenye), Kossuth út | 1347, 1352 3030, 3034, 3056, 3108, 3156 | |
| 14                                                                   | Mátraterenye, Kossuth út 76.            | 1347, 1352 3030, 3034, 3056, 3108, 3156 | |
| 15                                                                   | Mátraterenye, (Homokterenye), iskola.   | 1347, 1352 3030, 3034, 3056, 3108, 3156 | |
| Csak az alábbi járatok: 4, 8, 14                                     |                                         | | |
| +1                                                                   | Mátranováki elágazás                    | 1347, 1352 3030, 3034, 3056, 3136, 3156 | |
| +2                                                                   | Mátranovák, posta                       | 1347, 1352 3030, 3034, 3056, 3108, 3136, 3156 | |
| +3                                                                   | Mátranovák, Bombardier                  | 1347, 1352 3030, 3034, 3056, 3108, 3136, 3156 | Bombardier Transportation Hungary Kft. |
| +4                                                                   | Mátranovák, Bányatelep                  | 1347, 1352 3030, 3034, 3056, 3108, 3136, 3156 | |
| +5                                                                   | Mátranovák, faluközpont                 | 1347, 1352 3030, 3034, 3056, 3108, 3136, 3156 | |
| +6                                                                   | Mátranovák, Bányatelep                  | 1347, 1352 3030, 3034, 3056, 3108, 3136, 3156 | |
| +7                                                                   | Mátranovák, Bombardier                  | 1347, 1352 3030, 3034, 3056, 3108, 3136, 3156 | Bombardier Transportation Hungary Kft. |
| +8                                                                   | Mátranovák, posta                       | 1347, 1352 3030, 3034, 3056, 3108, 3136, 3156 | |
| +9                                                                   | Mátranováki elágazás                    | 1347, 1352 3030, 3034, 3056, 3136, 3156 | |
| 16                                                                   | Mátraterenye, Szent Borbála park        | 1347, 1352 3030, 3034, 3056, 3136, 3156 | |
| 17                                                                   | Mátraterenye, Kossuth út 250.           | 1347, 1352 3030, 3034, 3136 | |
| 18                                                                   | Mátraterenye (Nádújfalu), posta         | 1347, 1352 3030, 3034, 3056, 3136, 3156 | |
| 19                                                                   | Mátraterenye (Nádujfalu), faluszéle     | 1031, 1034, 1347, 1351, 1352, 1354, 1384, 1447, 1448 3034, 3056, 3136, 3156 | |
| 20                                                                   | Mátraterenye, Mátraballai elágazás      | 1347, 1351, 1352, 1354, 1384 3034, 3474, 3492, 3494 | |
| 21                                                                   | Ivád, bejárati út                       | 1031, 1034, 1347, 1351, 1384 3474, 3494 | |
| 22                                                                   | Pétervására, városháza                  | 1031, 1034, 1347, 1351, 1384 3462, 3474, 3476, 3478, 3479, 3481, 3482, 3483, 3484, 3488, 3489, 3490, 3491, 3492, 3494 | |
| 23                                                                   | Terpes, italbolt                        | 3462, 3476, 3482, 3483, 3490, 3491 | |
| 24                                                                   | Szajla, Ószajlai elágazás               | 3462, 3476, 3482, 3483, 3490, 3491 | |
| 25                                                                   | Bükkszéki elágazás                      | 1046 3462, 3474, 3476, 3482, 3483, 3490, 3491 | |
| 26                                                                   | Bükkszék, községháza                    | 1046 3462, 3474, 3476, 3482, 3483, 3490, 3491 | |
| A 6-os és 7-es járatok nem térnek be Bükkszék, gyógyfürdő megállóhoz |                                         | | |
| 27                                                                   | Bükkszék, gyógyfürdő                    | 1046 3474, 3476, 3482, 3483 | |
| 28                                                                   | Bükkszék, Camping                       | 3483 | |
| 29                                                                   | Bükkszék-felső, bejárati út             | 3483 | |
| 30                                                                   | Bükkszék, Nagyaszói tanya               | 3483 | |
| 31                                                                   | Bátor, bátori elágazás                  | 1347, 1351 3479, 3483, 3484, 3488 | |
| 32                                                                   | Egerbakta, újtelep                      | 1347, 1351 3479, 3480, 3483, 3484, 3488 | |
| 33                                                                   | Egerbakta, autóbusz-váróterem           | 1347, 1351, 1352, 1354, 1447, 1448 3470, 3471, 3472, 3473, 3474, 3476, 3479, 3480, 3482, 3483, 3484, 3488, 3604 | |
| 34                                                                   | Egerbakta, Egri út 14.                  | 1347, 1351, 1352, 1354 3470, 3471, 3472, 3473, 3474, 3476, 3479, 3480, 3482, 3483, 3484, 3488, 3604 | |
| 35                                                                   | Egerbakta, tető                         | 1347 3470, 3471, 3472, 3473, 3474, 3476, 3479, 3480, 3482, 3483, 3484, 3488 | |
| 36                                                                   | Eger, Baktai út                         | 7, 7A, 17 1347, 1351, 1352, 1354, 1447, 1448 3454, 3470, 3471, 3472, 3474, 3476, 3479, 3480, 3482, 3483, 3484 | |
| 37                                                                   | Eger, autóbusz-állomás                  | 2, 2A, 4, 5, 5A, 6, 7, 7A, 11, 12, 14, 16, 17, 914 1049, 1050, 1051, 1052, 1053, 1054, 1343, 1344, 1346, 1347, 1348, 1351, 1352, 1354, 1362, 1380, 1383, 1426, 1427, 1428, 1447, 1448, 1466, 1468, 1517 3400, 3402, 3403, 3404, 3405, 3405, 3406, 3407, 3408, 3409, 3410, 3411, 3412, 3414, 3415, 3416, 3417, 3418, 3419, 3420, 3423, 3424, 3426, 3430, 3431, 3432, 3433, 3434, 3435, 3436, 3440, 3441, 3442, 3443, 3444, 3445, 3446, 3448, 3450, 3455, 3456, 3457, 3458, 3462, 3469, 3470, 3471, 3472, 3473, 3474, 3476, 3479, 3480, 3481, 3482, 3483, 3484, 3488, 3604, 3660, 3667, 4012, 4014, 4015, 4018, 4021, 4157 | Eger autóbusz-állomás Egri Törvényszék Egri Járásbíróság Eszterházy Károly Egyetem Gyakorló Középiskola és Alapfokú Művészetoktatási Intézmény |

| 0  | Salgótarján, autóbusz-állomás               | 1010, 1012, 1020, 1021, 1301, 1305, 1347, 1349, 1351, 1447, 3044, 3075, 3080, 3081 Hatvan–Somoskőújfalu-vasútvonal | Salgótarján Salgótarján autóbusz-állomás |
| 1  | Salgótarján (Zagyvapálfalva), felüljáró     | 9, 13, 19, 63, 63S 1010, 1012, 1020, 1021, 1301, 1305, 1351, 1354, 1384, 1447, 3055, 3058, 3080 | |
| 2  | Bátonyterenye (Kisterenye), ózdi útelágazás | 1020, 1021, 1301, 1305, 1351, 1354, 1384, 1447, 3055, 3058 | |
| 3  | Bátonyterenye (Nagybátony), Ózdi út 10.     | 1031, 1032, 1034, 1035, 1301, 1305, 1351, 1354, 3055, 3058 | |
| 6  | Bátonyterenye (Nagybátony), bányaváros      | 1031, 1032, 1034, 1035, 1301, 1305, 1351, 1354, 3055, 3058 | |
| 7  | Bátonyterenye (Maconka), Ózdi út 158.       | 1301, 1305, 1351, 1354, 3055 | |
| 15 | Nemti, vegyesbolt                           | 1031, 1032, 1034, 1035, 1351, 1354, 1384, 1447 | |
| 8  | Nemti, Kossuth út                           | 1032, 1351, 1354, 1384 | |
| 9  | Mátraterenye (Nádujfalu), faluszéle         | 1031, 1034, 1035, 1347, 1351, 1352, 1354, 1384, 1447, 3030, 3034, 3126 | |
| 10 | Ivád, bejárati út                           | 1031, 1034, 1035, 1347, 1351, 1384 | |
| 11 | Pétervására, autóbusz-váróterem             | 1031, 1034, 1035, 1347, 1351, 1384 | |
| 12 | Egerbakta, autóbusz-váróterem               | 1347, 1351, 1352, 1354, 1447 | |
| 13 | Eger, Dobó laktanya                         | 7, 7A 1347, 1351, 1352, 1354, 1447 | |
| 14 | Eger, autóbusz-állomás                      | 2, 2A, 4, 5, 5A, 6, 7, 7A, 11, 12, 14, 14E, 16, 112, 3405, 3406, 3410 1049, 1050, 1052, 1341, 1343, 1344, 1346, 1347, 1348, 1351, 1352, 1354, 1378, 1379, 1380, 1382, 1383, 1426, 1447, 1466, 1468, 1517, 3400, 3402, 3403, 3404, 3408, 3409, 3410, 3411, 3415, 3416, 3417, 3418, 3419, 3420, 3421, 3423, 3424, 3425, 3426, 3430, 3431, 3432, 3433, 3434, 3436, 3440, 3441, 3442, 3443, 3444, 3445, 3446, 3448, 3450, 3454, 3455, 3456, 3457, 3458, 3462, 3469, 3470, 3471, 3472, 3473, 3474, 3476, 3479, 3480, 3481, 3482, 3483, 3484, 3604, 3660, 3667, 3672, 4012, 4014, 4015, 4018, 4157 | Eger autóbusz-állomás Egri Törvényszék Egri Járásbíróság Eszterházy Károly Egyetem Gyakorló Középiskola és Alapfokú Művészetoktatási Intézmény |